# لاري فينلي
لاري فينلي (بالإنجليزية: Larry Finley)‏ هو شخصية أعمال أمريكي، ولد في 14 مايو 1913 في سيراكيوز في الولايات المتحدة، وتوفي في 3 أبريل 2000 في لونغ آيلند في الولايات المتحدة.

## وصلات خارجية
- لاري فينلي على موقع IMDb (الإنجليزية)